# Седила
Седила је дијакритички знак у облику куке или репа који се додаје на дно слова како би променио његов изговор. Користи се у бројним језицима: француски, португалски, каталонски, турски, албански, холандски, као и у одређеном броју супсахарских језика. 

## Порекло
Седила је настала додавањем визиготског слова "z" на слово "с" (видети слику лево). Реч седила потиче од старог шпанског назива за слово зета (ceda, изговор: седа). Модерни шпански језик не користи ову дијакритику, али се користи у португалском, француском, каталонском и окситанском језику.